# Ámbar (película)
Ámbar  es una película coproducción de Argentina y Costa Rica filmada en colores dirigida por Esteban Ramírez Jiménez sobre su propio guion escrito en colaboración con Agustina Liendo que se estrenó el 17 de diciembre de 2020 y que tuvo como actores principales a  Michelle Jones,  Jorge Marrale, Paula Sartor y  Agustín Pardella. Fue filmada en San José de Costa Rica y sus alrededores.

## Sinopsis
Un investigador privado trata de averiguar quién es el responsable del accidente que dejó en coma a su hija y mientras va revisando secretos de su propio pasado.

## Reparto
Participaron del filme los siguientes intérpretes:
- Michelle Jones	...	Gabriela
- Jorge Marrale
- Paula Sartor
- Agustín Pardella
- Freddy Viquez
- Giulliana Seravalli	...	Sofia
- Alex Costa
- Andy Gamboa
- Fabricio Fernández
- Camila Molina
- Bernal García

## Comentarios
Alejandro Lingenti en La Nación dijo:

”La paternidad, con sus dilemas y vicisitudes, está en el nudo de la trama de esta película…En términos de intriga el film funciona bien, gracias a la solidez de un guion ajustado en ese aspecto, pero el abuso permanente con la utilización de la música destinada a subrayar el dramatismo y la debilidad de algunas actuaciones en escenas claves...lo debilitan notoriamente….Paula Sartor y…Jorge Marrale, ambos en roles secundarios- los que lucen más seguros y convincentes. Capaces de imprimirles diferentes matices a sus interpretaciones, logran con soltura y recursos nobles que los momentos en los que aparecen cobren una intensidad que en otros casos luce demasiado artificial e impostada.

Paraná Sendrós en Ámbito Financiero opinó:

” Drama policial y en primer término drama familiar, de cargos de conciencia que se van acentuando a medida que la situación se agrava, el asunto transcurre de forma tensa, bien armada, tradicional pero con dos revelaciones inesperadas… la historia está bien redondeada, y tiene un epílogo que tranquiliza un poco los espíritus (hasta que aparece el plano final)…. tiene dos pilares fuertes en el director Esteban Ramírez…el actor Freddy Víquez, artista de buen porte, …que sabe actuar, y lo hace con buen estilo cinematográfico. Otros pilares son el músico Bernal Villegas, y el equipo argentino... Una ventaja: en ambos países se practica el voseo (según dicen, en Costa Rica “el tuteo tiene connotación de pedantería”).

Leonardo D’Espósito en Noticias escribió:

” Hay un accidente, una chica en coma, un padre, que no ha sido todo lo bueno que debía, totalmente desesperado, una investigación, un misterio a develar y varios giros de la trama que cumplen con las reglas del policial. Por momentos, estamos ante un telefilm cumplido; en otros, los lugares comunes se acumulan sin que algo los contrapese.